# Finder-Spyder
Finder-Spyder ist der Name eines fiktiven Suchmaschinenunternehmens. In der Filmindustrie, besonders im englischen Sprachraum, werden fiktive Unternehmen gerne eingesetzt. Weitere Beispiele hierfür sind ACME, Oceanic Airlines oder Morley Cigarettes. Finder-Spyder gehört zu den zehn bekanntesten fiktiven Marken.
Oft müssen die Produzenten aus markenschutzrechtlichen Gründen auf nicht existente Unternehmen ausweichen. Das Gegenstück hierzu ist Produktplatzierung. Dabei wird durch Verwendung des Unternehmensnamens im Film ein Werbeeffekt oder ein sonstiger Nutzen für ein existierendes Unternehmen erzielt. Finder-Spyder kommt in vielen unterschiedlichen Filmen und Serien vor. Der Onlineauftritt ist dabei nicht einheitlich. Teilweise erinnert die Außendarstellung Finder-Spyders an Google.

## Verwendung in Filmen und Serien
- Akte X – Die unheimlichen Fälle des FBI: Staffel 10 „Der Kampf“: Scully (Gillian Anderson) verwendet Finder-Spyder, um die Homepage von Tad O’Malley zu finden.
- Bones – Die Knochenjägerin: Staffel 10 „Glück im Spiel, Pech in der Leiche“: Finder-Spyder wird hier als die beste Suchmaschine im Web bezeichnet.
- Breaking Bad: „Cat's in the Bag…“
- Criminal Minds: Staffel 4 „Ich bin viele“ und „Das Geschäft der Lust“, Staffel 5 „Das Rudel“, „Von der Wiege bis zur Bahre“ und „Der Reaper“
- Crossing Jordan – Pathologin mit Profil: „Hubris“
- CSI: Crime Scene Investigation: Staffel 6 „Time of Your Death“, Staffel 7 „Meet Market“: Am Anfang der Episode nutzt Michael Keppler (Liev Schreiber) Finder-Spyder, um Informationen zu einem Verbrechen zu suchen.
- Dark City: The Cleaner Folge 3
- Dexter
- Heroes: Staffel 4 „Besessen“
- Homeland: Staffel 1 „Die Garage“
- Hung: Staffel 1 „Was ist Ihr Erfolgsgerät?“
- Journeyman: Staffel 1 „A Love of a Lifetime“: Der Reporter Dan Vasser (Kevin McKidd) nutzt Finder-Spyder auf seinem iPhone, um nach Neal Gaines (Warren Christopher) zu suchen. Finder-Spyder taucht zudem in den Episoden „Friendly Skies“, „The Year of the Rabbit“ und „The Legend of Dylan McCleen“ auf.
- Moonlight
- Prison Break: Staffel 1 „Der große Plan“ und „Puzzleteile“, in Staffel 2 „Verjährungsfristen“, in Staffel 3 „Dreck begräbt die Moral“ und in Staffel 4 „Gretchenfragen“ zu sehen.
- Touch: Staffel 1, Folge 3 „Schutz in der Menge“ und in Staffel 2, Folge 5 „Auge in Auge“
- Weeds: Staffel 5 „Where the Sidewalk Ends“
- Without a Trace: Staffel 6 „Altlasten“ und Staffel 7 „Der Wettermann“

## Trivia
Obwohl Finder-Spyder nicht existiert, kann man online dennoch Werbeartikel des Unternehmens erwerben.